# (10454) Vallenar
(10454) Vallenar est un astéroïde de la ceinture principale.

## Description
(10454) Vallenar est un astéroïde de la ceinture principale. Il fut découvert le 9 juillet 1978 à La Silla par Hans-Emil Schuster. Il présente une orbite caractérisée par un demi-grand axe de 2,34 UA, une excentricité de 0,12 et une inclinaison de 5,9° par rapport à l'écliptique.

## Compléments